# Scipione Africano (croiseur)
Pour les articles homonymes, voir Guichen (homonymie).
Le Guichen (indicatif visuel D607) est un ancien croiseur léger de la marine italienne du nom de Scipione Africano, de classe Capitani Romaniqui a été cédé à la France en août 1948, au titre des dommages de guerre, en exécution du traité de paix de Paris.

## Regia Marina
Le Scipione Africano est construit aux chantiers navals Odero Terni Orlandi (OTO) de Livourne en Toscane.
Il est mis en service le 23 avril 1943 à la base navale de La Spezia.
Il rejoint le port de Tarente à l'annonce du débarquement allié en Sicile le 10 juillet 1943 pour bloquer le détroit de Messine. Équipé d'un radar de conception italienne, il repère quatre vedettes lance-torpilles britanniques. Il en coule une et en endommage une autre. Puis il mouille plusieurs champs de mines défensifs sur les côtes de Calabre et dans le golfe de Tarente.
Il transporte à Malte le maréchal Badoglio et le roi Victor-Emmanuel III pour la signature de l'Armistice du 3 septembre 1943. Il sert ensuite de bâtiment de transport et d'entraînement.
Désarmé à La Spezia le 9 août 1948, il est transféré à la marine française.

## Marine française
Après le traité de paix de Paris le 10 février 1947, la France le récupère en 1948 avec son sister-ship qui deviendra le Châteaurenault, et quatre contre-torpilleurs.
Arrivé à l'arsenal de Toulon le 15 août 1948, le Scipione Africano est rebaptisé Guichen. Il est refondu aux Forges et Chantiers de la Méditerranée de La Seyne-sur-Mer pour devenir un escorteur d'escadre en 1952. Son artillerie d'origine est remplacée par des canons allemands de 105 mm, des canons Bofors de 57 mm et des torpilles de 550 mm. Il est doté du même équipement électronique que les autres bâtiments français construits au titre du programme naval d'après-guerre.
Il sera opérationnel jusqu’en 1961, d'abord à Toulon, de 1955 à 1957, au sein de la 2e division d'escorteurs d'escadre (2DEE) puis, en tant que bâtiment amiral, à l’Escadre légère de Brest.
Après son désarmement il est utilisé comme ponton brise-lames à Lanvéoc-Poulmic (B.A.N./hydrobase et école navale) jusqu'en 1976. Alors débaptisé et numéroté Q 554 il est remorqué au Cimetière des navires de Landévennec avant d'être démantelé.

### Sources et bibliographie
- (it) Cet article est partiellement ou en totalité issu de l’article de Wikipédia en italien intitulé « Scipione Africano (incrociatore) » (voir la liste des auteurs).
- (en) Conway's All the World's Fighting Ships, 1922-1946, Ed. Robert Gardiner, Naval Institute Press,  (ISBN 0-87021-913-8)
- (en) Destroyers of World War Two: An International Encyclopedia, M J Whitley, Arms and Armour Press, 1999,  (ISBN 1-85409-521-8)
- Jean Meyer et Martine Acerra, Histoire de la marine française : des origines à nos jours, Rennes, Ouest-France, 1994, 427 p. [détail de l’édition] (ISBN 2-7373-1129-2, BNF 35734655)
- Michel Vergé-Franceschi (dir.), Dictionnaire d'Histoire maritime, Paris, éditions Robert Laffont, coll. « Bouquins », 2002, 1508 p. (ISBN 2-221-08751-8 et 2-221-09744-0)
- Alain Boulaire, La Marine française : De la Royale de Richelieu aux missions d'aujourd'hui, Quimper, éditions Palantines, 2011, 383 p. (ISBN 978-2-35678-056-0)
- Rémi Monaque, Une histoire de la marine de guerre française, Paris, éditions Perrin, 2016, 526 p. (ISBN 978-2-262-03715-4)